# تاو سنگتراش
تاو سنگتراش یک ستاره است که در صورت فلکی سنگتراش قرار دارد.